# Pontiac (Michigan)
Pontiac é uma cidade localizada no estado americano de Michigan, no Condado de Oakland.

## Demografia
Segundo o censo americano de 2000, a sua população era de 66.337 habitantes.
Em 2006, foi estimada uma população de 67.124, um aumento de 787 (1.2%).

## Geografia
De acordo com o United States Census Bureau tem uma área de 52,4 km², dos quais 51,8 km² cobertos por terra e 0,6 km² cobertos por água.

## Localidades na vizinhança
O diagrama seguinte representa as localidades num raio de 8 km ao redor de Pontiac.